# حذف‌کننده‌ها
حذف‌کننده‌ها (به انگلیسی: Eliminators) یک فیلم اکشن  آمریکایی محصول سال ۲۰۱۶ به کارگردانی جیمز نان با بازی اسکات ادکینز در نقش یک مامور فدرال سابق آمریکایی برای محافظت از شاهدی بازی می‌کند که توسط یک قاتل قراردادی مرگبار با بازی وید برت ردیابی می‌شود.

## داستان
یک مأمور سابق فدرال زمانی که خانه‌اش در لندن مورد هجوم عده ای قرار می‌گیرد، برنامه محافظت از شاهد را ترک کرده و خود را نشان می‌دهد. پس از بررسی شواهد، او متوجه می‌شود خطرناک‌ترین قاتل اروپا به دنبالش است.

## انتشار فیلم
این فیلم در تاریخ ۶ دسامبر ۲۰۱۶ به صورت ویدئویی توسط کمپانی یونیورسال پیکچرز منتشر شد.